# Valero Rivera López
Valero Rivera López (Saragossa, 14 de febrer del 1953) ha estat un destacat jugador i entrenador català d'handbol, pare de Valero Rivera Folch.

## Biografia
Valero Rivera va néixer a Saragossa l'any 1953, però amb només tres mesos es traslladà al barri de Les Corts de Barcelona. Ja de ben jove començà a practicar l'handbol i amb 14 anys, el 1966, ingressà al juvenil del FC Barcelona. Amb 19, el 1971, debutà com a jugador del primer equip, en el qual restà 11 temporades, arribant a ser capità de l'equip. Com a jugador va aconseguir 8 títols. L'any 1983, amb 31 anys, es retirà.
Durant el 1983 el president del FC Barcelona Josep Lluís Núñez li oferí el càrrec d'entrenador del primer equip en substitució de Jordi Petit, que havia estat destituït. Als pocs mesos, Rivera, guanyà el seu primer títol com a entrenador, la Recopa d'Europa d'handbol. Fou el primer d'una llarga llista de triomfs (al voltant dels 70) que han convertit Valero Rivera en el millor entrenador de la història de l'handbol mundial per palmarès.
L'equip que dirigí va rebre el sobrenom de Dream Team i és considerat el millor equip de la història de l'handbol, en guanyar uns 50 títols, entre ells, 6 Copes d'Europa. L'any 2003 deixà la banqueta, després de més de vint anys al càrrec.
Té estudis de Ciències de l'Educació Física per l'Institut Nacional d'Educació Física de Catalunya (INEFC) on es llicencià amb excel·lents notes a totes les matèries. Curiosament les pitjor notes les va treure a les assignatures relacionades amb l'handbol, ja que les seves idees no concordaven amb els canons acadèmics.
Actualment, Valero Rivera és soci d'una societat dedicada a l'assessorament esportiu a jugadors, entrenadors i entitats d'handbol i d'altres esports, amb seu a Barcelona.

## Trajectòria esportiva

### Com a jugador
- FC Barcelona: 1971-1983.

### Com a entrenador
- FC Barcelona: 1983-2003.

## Palmarès

### Com a jugador
- Lliga espanyola d'handbol: 3 (1972-73, 1979-80, 1981-82)
- Copa espanyola d'handbol: 3 (1971-72, 1972-73, 1982-83)
- Lliga catalana d'handbol: 2 (1981-82, 1982-83)

### Com a entrenador
- Copa d'Europa d'handbol: 6 (1990-91, 1995-96, 1996-97, 1997-98, 1998-99, 1999-00)
- Recopa d'Europa d'handbol: 5 (1983-84, 1984-85, 1985-86, 1993-94, 1994-95)
- Copa EHF d'handbol: 1 (2003)
- Supercopa d'Europa d'handbol: 5 (1996, 1998, 1999, 2000, 2003)
- Lliga dels Pirineus d'handbol: 6 (1997, 1998, 1999, 2000, 2001, 2003)
- Lliga espanyola d'handbol: 12 (1985-86, 1987-88, 1988-89, 1989-90, 1990-91, 1991-92, 1995-96, 1996-97, 1997-98, 1998-99, 1999-00, 2002-03)
- Copa espanyola d'handbol: 10 (1983-84, 1984-85, 1987-88, 1989-90, 1992-93, 1993-94, 1996-97, 1997-98,, 1999-00, 2003-04)
- Supercopa d'Espanya d'handbol: 11 (1986-87, 1988-89, 1989-90, 1990-91, 1991-92, 1993-94, 1996-97, 1997-98, 1999-00, 2000-01, 2003-04)
- Lliga catalana d'handbol: 9 (1984-85, 1986-87, 1987-88, 1990-91, 1991-92, 1992-93, 1993-94, 1994-95, 1996-97)
- Copa ASOBAL: 5 (1994-95, 1995-96, 1999-00, 2000-01, 2001-02)